# Apterodromites
Apterodromites is een geslacht van kevers uit de familie van de loopkevers (Carabidae). De wetenschappelijke naam van het geslacht is voor het eerst geldig gepubliceerd in 1976 door Mateu.

## Soorten
Het geslacht Apterodromites is monotypisch en omvat slechts de volgende soort:
- Apterodromites saizi Mateu, 1976